# Campionato asiatico per club 2006 (maschile)
Il campionato asiatico per club 2006 si è svolto dal 21 al 28 maggio 2006 a Hanoi, in Vietnam. Al torneo hanno partecipato 10 squadre di club asiatiche ed oceaniane e la vittoria finale è andata per la seconda volta al Payakan Teheran VC.

## Squadre partecipanti
- Al-Muharraq
- Army
- Asia World
- Jakarta BNI
- Sakai Blazers
- Rahat
- Royal China Express
- Shanghai
- Sports Center
- Paykan

## Fase a gironi

### Gironi
| Girone A                                    | Girone B                                                          |
| ------------------------------------------- | ----------------------------------------------------------------- |
| Al-Muharraq Army Asia World Shanghai Paykan | Jakarta BNI Sakai Blazers Rahat Royal China Express Sports Center |

## Fase finale

### Finali 1º e 3º posto
|  | Semifinali  | Semifinali  | Semifinali |       |        | Finale 1º/2º posto | Finale 1º/2º posto | Finale 1º/2º posto |  |
|  |             |             |            |       |        |                    |                    |                    |  |
|  | Paykan      | Paykan      | 3          |       |        |                    |                    |                    |  |
|  | Paykan      | Paykan      | 3          |       |        |                    |                    |                    |  |
|  | Jakarta BNI | Jakarta BNI | 0          |       |        |                    |                    |                    |  |
|  | Jakarta BNI | Jakarta BNI | 0          |       | Paykan | Paykan             | 3                  |                    |  |
|  |             |             |            |       | Paykan | Paykan             | 3                  |                    |  |
|  |             |             | Rahat      | Rahat | 1      |                    |                    |                    |  |
|  | Rahat       | Rahat       | Rahat      | Rahat | 1      | 3                  |                    |                    |  |
|  | Rahat       | Rahat       |            |       |        | 3                  |                    |                    |  |
|  | Army        | Army        | 1          |       |        | Finale 3º/4º posto | Finale 3º/4º posto | Finale 3º/4º posto |  |
|  | Army        | Army        | 1          |       |        |                    |                    |                    |  |
|  |             |             |            |       |        |                    |                    |                    |  |
|  |             |             |            |       |        | Jakarta BNI        | Jakarta BNI        | 3                  |  |
|  |             |             |            |       |        | Jakarta BNI        | Jakarta BNI        | 3                  |  |
|  |             |             |            |       |        | Army               | Army               | 2                  |  |

### Finali 5º e 7º posto
|  | Semifinali    | Semifinali    | Semifinali |          |               | Finale 5°/6 posto  | Finale 5°/6 posto  | Finale 5°/6 posto  |  |
|  |               |               |            |          |               |                    |                    |                    |  |
|  | Al-Muharraq   | Al-Muharraq   | 2          |          |               |                    |                    |                    |  |
|  | Al-Muharraq   | Al-Muharraq   | 2          |          |               |                    |                    |                    |  |
|  | Sports Center | Sports Center | 3          |          |               |                    |                    |                    |  |
|  | Sports Center | Sports Center | 3          |          | Sports Center | Sports Center      | 0                  |                    |  |
|  |               |               |            |          | Sports Center | Sports Center      | 0                  |                    |  |
|  |               |               | Shanghai   | Shanghai | 3             |                    |                    |                    |  |
|  | Sakai Blazers | Sakai Blazers | Shanghai   | Shanghai | 3             | 0                  |                    |                    |  |
|  | Sakai Blazers | Sakai Blazers |            |          |               | 0                  |                    |                    |  |
|  | Shanghai      | Shanghai      | 3          |          |               | Finale 7º/8º posto | Finale 7º/8º posto | Finale 7º/8º posto |  |
|  | Shanghai      | Shanghai      | 3          |          |               |                    |                    |                    |  |
|  |               |               |            |          |               |                    |                    |                    |  |
|  |               |               |            |          |               | Al-Muharraq        | Al-Muharraq        | 2                  |  |
|  |               |               |            |          |               | Al-Muharraq        | Al-Muharraq        | 2                  |  |
|  |               |               |            |          |               | Sakai Blazers      | Sakai Blazers      | 3                  |  |

## Classifica finale
| Classifica | Squadre             |
| ---------- | ------------------- |
|            | Paykan              |
|            | Rahat               |
|            | Jakarta BNI         |
| 4          | Army                |
| 5          | Shanghai            |
| 6          | Sports Center       |
| 7          | Sakai Blazers       |
| 8          | Al-Muharraq         |
| 9          | Asia World          |
| 10         | Royal China Express |